# Schnidrighorn
Schnidrighorn är en bergstopp i Antarktis. Den ligger i Östantarktis. Nya Zeeland gör anspråk på området. Toppen på Schnidrighorn är 1 244 meter över havet.
Terrängen runt Schnidrighorn är varierad. Trakten är obefolkad. Det finns inga samhällen i närheten. 